# Dwór w Brzóstkowie

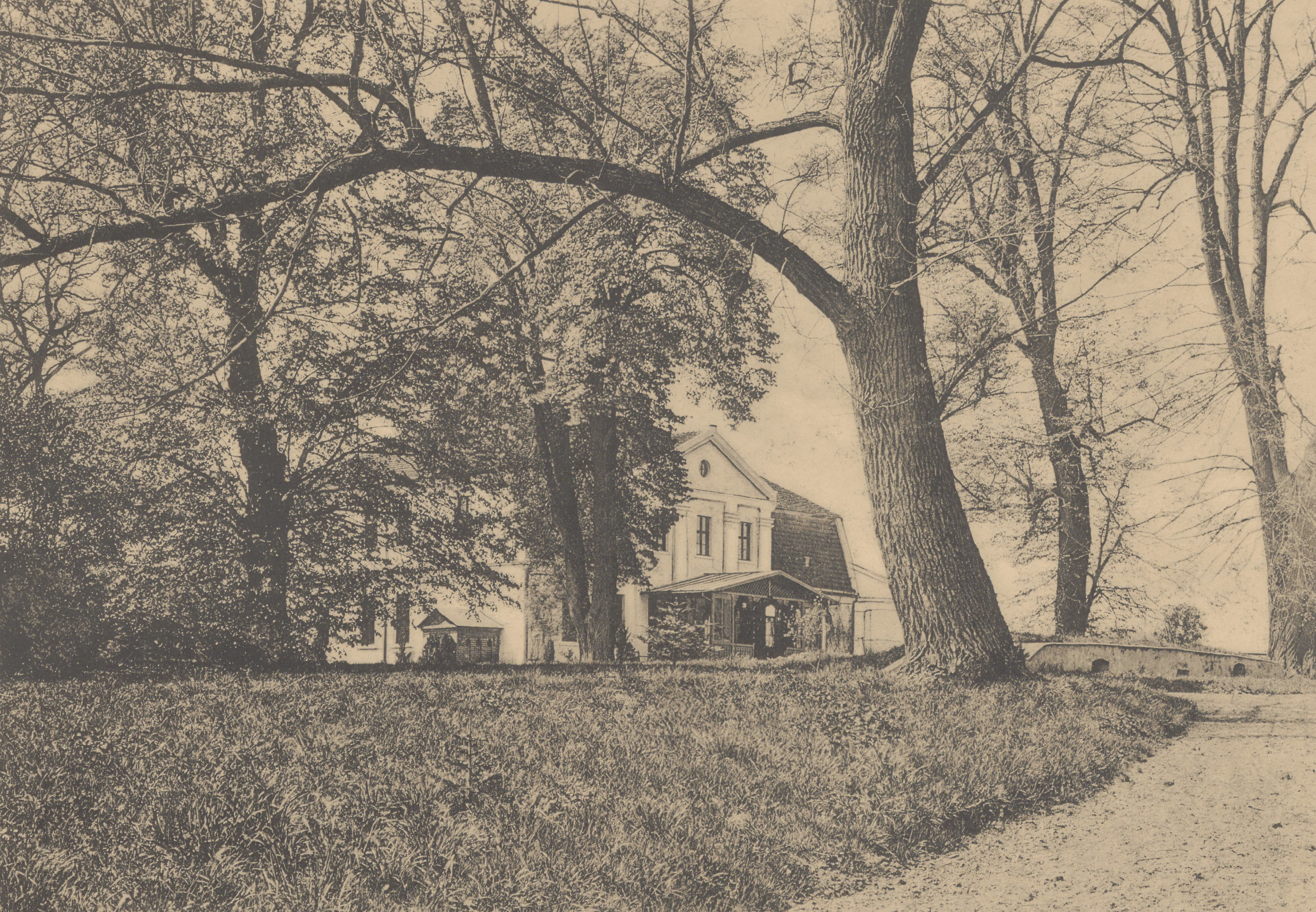
Widok dworu przed 1912

Dwór w Brzóstkowie – zabytkowy dwór klasycystyczny w Brzóstkowie, w powiecie jarocińskim.

## Historia
Dwór powstał prawdopodobnie przed rokiem 1781 z inicjatywy ówczesnego właściciela majątku brzostkowskiego – Antoniego Józefa Ponińskiego, członka Komisji Edukacji Narodowej, krewnego Adama Ponińskiego. Budynek był centralnym punktem zespołu dworskiego w Brzostkowie, w skład którego wchodziły ponadto spichlerz, kuźnia i czworak wraz z otaczającym niewielkim parkiem. W XIX wieku mieszkali tutaj m.in. oficerowie powstania listopadowego – Ludwik Paweł Sczaniecki i Józef Tadeusz Borzęcki.
Stefan Adler, powstaniec styczniowy, a zarazem autor wspomnień z powstania, przez 12 godzin ukrywał się w kominie dworu brzostkowskiego przed rewizją żandarmerii pruskiej. Sam zarządca dworu, Józef Borzęcki, mimo iż w czasie powstania 1863 roku organizował przerzut broni do Królestwa Polskiego, uniknął aresztowania ze względu na podeszły wiek.
25 stycznia 1912 roku urodził się we dworze Stanisław Hebanowski, reżyser teatralny. Po drugiej wojnie światowej dwór pozostawał bez należytej opieki konserwatorskiej, co doprowadziło do jego katastrofalnego stanu technicznego i groźby całkowitej ruiny. Jeszcze pod koniec XX wieku na elewacji ogrodowej były widoczne napisy w języku rosyjskim, naniesione tam tuż po wojnie przez żołnierzy radzieckich. Z przedwojennego wyposażenia dworu zachował się m.in. portret Marii Hebanowskiej, która w wieku 17 lat popełniła samobójstwo w parku brzostkowskim.
Od 30 listopada 1998 roku właścicielem zespołu dworskiego jest Tadeusz Zysk, prezes wydawnictwa Zysk i S-ka, który w ciągu kilku lat wyremontował dwór i zamieszkał w nim wraz z żoną, Aldoną. Pracami remontowo-konserwatorskimi kierował prof. Jan Skuratowicz. We dworze zmarła matka Tadeusza Zyska.

## Architektura
Dwór klasycystyczny założony na planie prostokąta, murowany, piętrowy z poddaszem, siedmioosiowy. Nakryty dachem czterospadowym z mansardami, lukarnami i wolimi oczkami. Wejście do dworu od strony ogrodowej ujęte jest w płaski, trójosiowy pseudoryzalit z pilastrami w porządku wielkim i trójkątnym tympanonem. Podobny pseudoryzalit przylega do budynku także od strony południowej. Parterowy ganek pochodzi z okresu remontu generalnego (początek XXI w.). Narożniki parteru ozdobione boniowaniem.